# L'Annonciation (film, 1984)
Pour les articles homonymes, voir Annonciation (homonymie).
L'Annonciation (titre original : Angyali üdvözlet) est un film hongrois réalisé par András Jeles, sorti en 1984.
Il s'agit d'une adaptation de la pièce La Tragédie de l'homme (Az ember tragédiája) d'Imre Madách.
La particularité de cette adaptation est qu'elle est entièrement jouée par des enfants.

## Synopsis
Quand Adam et Ève succombent à la tentation de Lucifer, ils sont chassés de l'Éden. Adam rappelle alors à Lucifer la promesse qu'il lui avait faite d'avoir accès à la connaissance.
Lucifer transporte donc Adam et Eve à travers plusieurs époques, dans l'Athènes antique, à Byzance, pendant la Révolution française, dans l'Angleterre victorienne... et ceux-ci découvrent les malheurs et la cruauté de l'homme.

## Fiche technique
- Titre original : Angyali üdvözlet
- Réalisation : András Jeles
- Scénario : András Jeles d'après la pièce de théâtre Az ember tragédiája d'Imre Madách
- Musique : István Márta (en)
- Pays d'origine :  Hongrie
- Société de distribution : Award Films
- Genre : Film dramatique, Film fantastique
- Durée : 100 min

## Distribution
- Adam : Péter Bocsor
- Ève : Júlia Mérö
- Lucifer : Eszter Gyalog